# Frank Drmic
Frank Drmic (Melbourne, 7 febbraio 1978) è un ex cestista australiano con cittadinanza croata.

## Carriera
Con la Australia ha disputato i Campionati mondiali del 1998.